# Cultura da Austrália

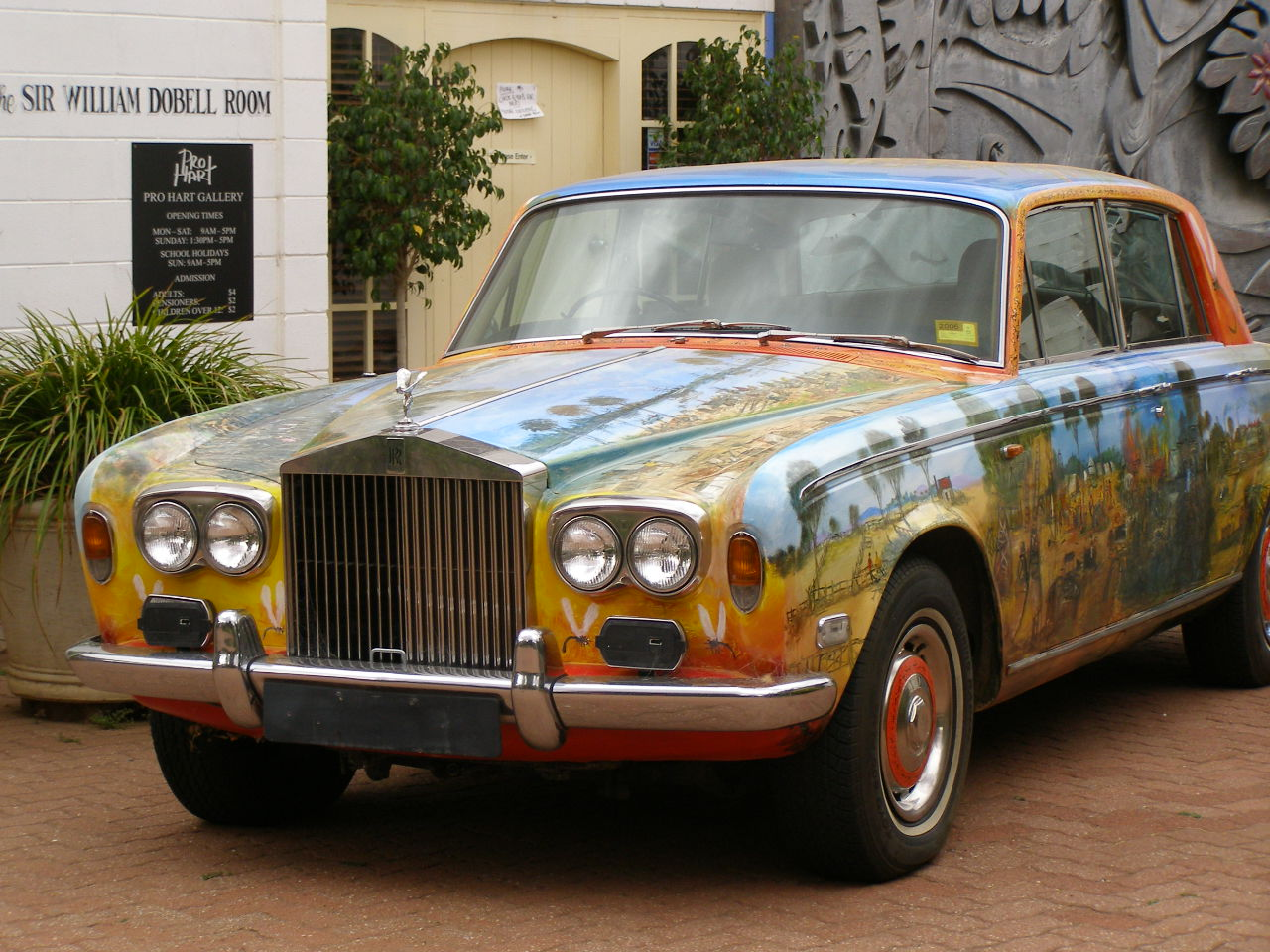
Pro Hart: Rolls Royce pintado (Broken Hill)

A cultura australiana, em grande parte, é derivada de raízes europeias, mas características australianas distintivas evoluíram no ambiente, cultura aborígene, e a influência de vizinhos da Austrália. O vigor e originalidade das artes em filmes da Austrália, ópera, música, pintura, etc.., estão alcançando reconhecimento internacional. O principal traço distintivo cultural da Austrália é proveniente dos aborígenes que formam um pouco mais de 2,7% da população atual, e é um dos países de destaque para turismo. 
É um povo único no mundo, de origem pré-histórica, de pele escura. É deles a origem do bumerangue e o nome do canguru. Esse povo aprendeu ao longo dos anos conviver com o deserto, a encontrar água, no lugar chamado pelos brancos de Outback. Eles têm instrumentos, danças e músicas próprias.
Duas datas importantes da Austrália são: 26 de janeiro, em que se comemora o dia nacional oficial da Austrália (Australia Day); e 25 de abril, o Anzac Day, quando militares mortos em conflitos bélicos recebem homenagens. Em relação ao esporte, o rugby e o críquete são os mais populares, mas o surfe e o futebol também têm bastante espaço no país.